# Kurt Andersson (missionär)

1972.20.0007. Ett set bestående av 3 halsprydnader (halskragar) av glaspärlor från Tanzania, ur Etnografiska museets samlingar.

1972.20.0008. Prydnad av metalltråd från Tanzania, ur Etnografiska museets samlingar.

Kurt Sixten Andersson, född 4 maj 1930 i Långträsk, Nedertorneå församling, Norrbottens län, död 22 oktober 1991 i Tibro, Västra Götalands län, var en svensk missionär inom Pingströrelsen, verksam i Tanzania.

## Biografi
Kurt Andersson blev frälst 1946 och döptes samma år i Kalix. Efter att ha gått i bibelskola i Boden verkade han som evangelist i Jokkmokk, Arvidsjaur, Malmö och Haparanda. Han studerade på den allmänna linjen på Kaggeholms Folkhögskola i Stockholm 1954–1956.
Han var verksam som missionär i Tanzania i två omgångar under åren 1963–1991. Innan han reste ut första gången hade han gift sig med Irma Lilja. Efter att ha fått sina tre första barn sändes makarna 1963 till Tanzania som missionärer av Salemförsamlingen i Tibro. Första destination var Igunga och de verkade sedan i Samedistriktet (1966 och 1972) och i Arusha (1971 och 1972) i norra delen av landet.
Åren 1978–1983 arbetade Andersson som grundskolelärare i Tibro, varefter han återupptog missionsarbetet i Tanzania och en sista arbetsperiod i Samedistriktet, dock utan hustrun Irma som avled 1982.
Han var med i PCATs (Pentecostal Churches Association in Tanzania) styrelse för missionens samordnade insatser. Han hade även förtroendeuppdrag inom missionens samordningsorgan, som generalsekreterare 1969–1972 och missionens representant på 1980-talet.
Etnografiska museet i Stockholm har i sina samlingar åtta stycken Massaj-föremål från Tanzania, insamlade av Andersson vid olika tillfällen i Samedistriktet och i Arusha.

## Familj
Kurt Andersson var son till jordbruksarbetaren Johan Gottfrid Andersson (1893–1962) och Hilma Margareta Rönnbäck (1893–1964). Han gifte sig den 28 mars 1959 med Irma Elsie Viola Lilja (1932–1982). Efter att Irma gått bort 1982 gifte han om sig den 4 juli 1987 med Harriet Doris Andersson (född 1942). Med Irma fick han barnen Stephan Bo Lilja, Dan Peter Andersson, Torbjörn Per Anderson, Christer Kjell Andersson och Maud Christina Andersson. Kurt Andersson är begravd på Nya kyrkogården i Tibro.